# Clase Zara
Los cruceros pesados de la clase Zara fueron una clase de cruceros construidos para la Regia Marina Italiana, entre finales de los años 20 y principio de los 30. Fueron considerados como uno de los mejores tipos de su categoría y diseño.
Formaban esta clase los buques: Zara, Fiume, Gorizia y Pola.

## Características
Porcentaje de masas: casco 41.9%; maquinaria 13.1%; protección 24.8%; armamento 12.2%; masas varias 8%.
Se obtuvo una mayor ligereza del casco adoptando un castillo de proa de gran longitud para mejorar las cualidades marineras. Con una proa de perfiles rectos hasta el nivel de la cubierta principal, presentando a continuación una ligera curvatura. De roda redondeada y una carena óptima en función de la velocidad y de la capacidad de maniobra, esta última favorecida por una eslora reducida y un timón semicompensado.
La superestructura constaba de un macizo puente, dos grandes chimeneas con sombreretes,y un alto palo trípode. Todo esto unido por una larga toldilla que llegaba a las torres popeles. La artillería principal estaba formada por 8 cañones de 203 mm., colocados en cuatro torres de dos piezas cada una; dos a proa y dos a popa.
La maquinaria montada constaba de 8 claderas de tubos de agua tipo Thornycroft, que suministraban vapor a 2 turborreductores O.T.O. Parsons que activaban 2 hélices tripalas, tipo Scaglia. En conjunto desarrollaban una potencia de 95000 HP. Las máximas velocidades alcanzadas, en pruebas, fueron: 35,23 nudos el Zara; 32,95 el Fiume; 34,9 el Gorizia y 34,2 el Pola. Si bien, estas pruebas fueron realizadas con carga reducida. Con carga normal, alcanzaron los 32 nudos sostenidos.

## Blindaje y armamento
Los espesores del blindaje eran los siguientes: vertical máxima: 150 mm.; horizontal máx: 70 mm.; artillería máxima: 150 mm.; puente máxima: 150 mm.
Aparte de las 8 piezas de 203 mm., el armamento de estas naves se completaba con 16 piezas de 100 mm. bivalentes; de 4 a 6 piezas antiaéreas de 40 mm.; y como exploradores aéreos, 2 hidroaviones Romeo Ro-43, con una catapulta en la proa del buque. No obstante, este armamento fue modificado en 1941, quedando como sigue: 8 x 203 mm.; 12 x 100 mm. bivalentes; 8 x 37 mm. AA; y 8 x 13,2 AA. Se mantuvieron los dos hidroaviones.

## Historial

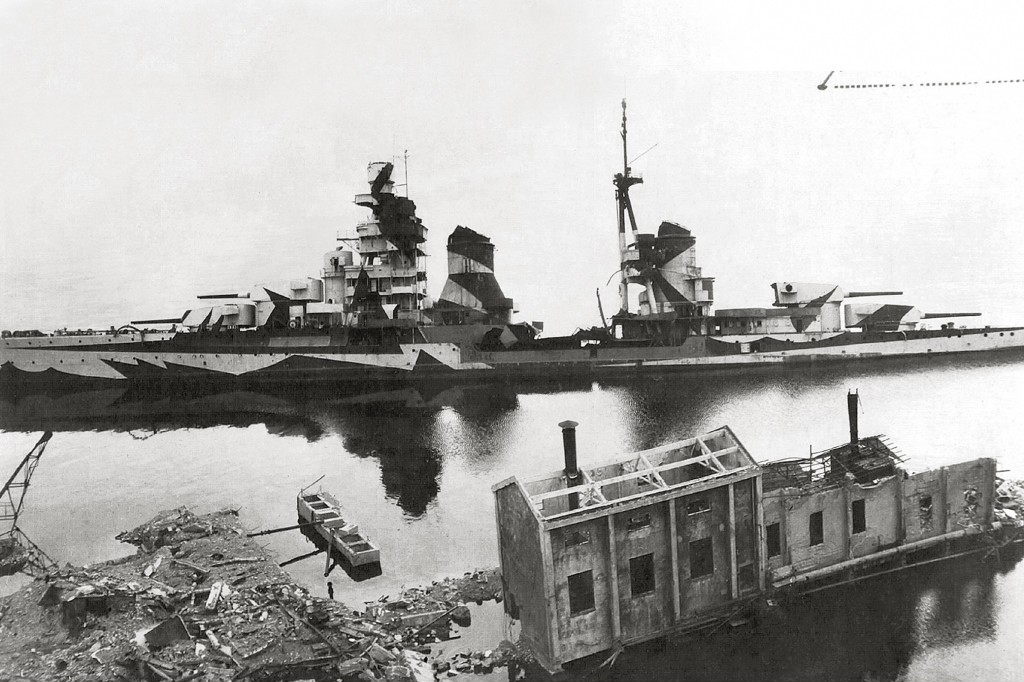
Gorizia abandonado en el final de la guerra.

Con respecto a su actividad, estaban encuadrados en la 1ª división de la 1ª Escuadra, al comienzo de las hostilidades. Todos participaron en la batalla de Punta Stilo y, menos el Zara, en la Batalla de Cabo Teulada (27 de noviembre de 1940). Más tarde, el Zara, el Pola y el Fiume, participaron en la batalla del Cabo Matapán (29 de marzo de 1941), donde fueron hundidos por el fuego de acorazados británicos. El Gorizia participó, posteriormente, en las 1ª y 2ª batallas de Sirte y en varias acciones de escolta de convoyes. Fue averiado por un bombardeo en La Maddalena (10 de abril de 1943), fue trasladado a La Spezia para ser reparado, cayendo en poder de los alemanes y fue encontrado, al final de la guerra, semihundido en la dársena.